# 胡瑟默湖
47°37′19″N 8°42′16″E / 47.62194°N 8.70444°E

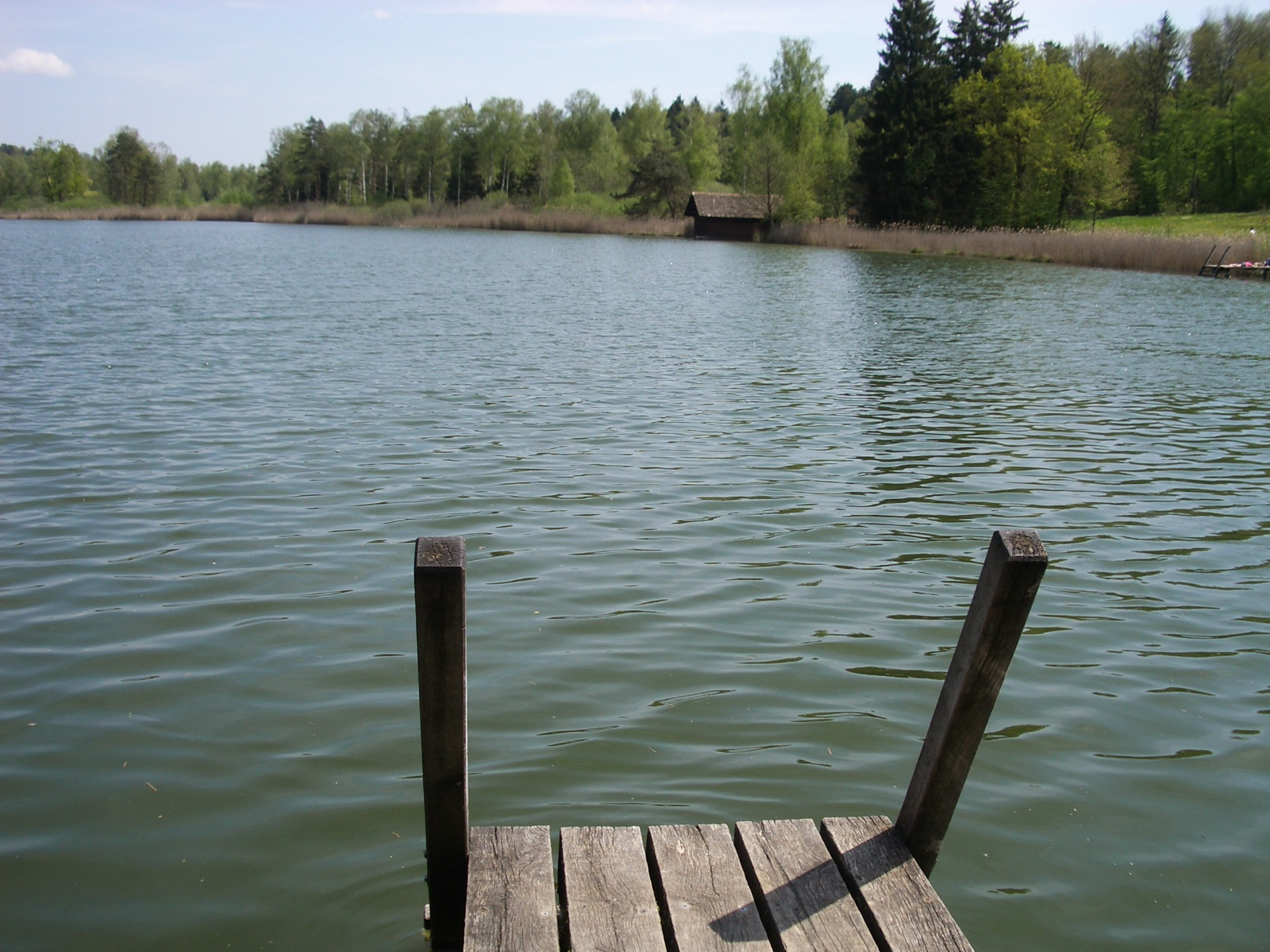

胡瑟默湖（Husemersee），是瑞士的湖泊，位於該國東北部，由蘇黎世州負責管轄，面積0.08平方公里，海拔高度409米，平均水深6.2米，最大水深14.3米，水體容量50萬立方米。